# Lijst van naamdagen - november
Hieronder staan de naamdagen voor november.
| Dag         | Heilige                                                                       | Voornaam |
| ----------- | ----------------------------------------------------------------------------- | --- |
| 1 november  | Floribert Maturín Cesarius Benignus Cyrenia Rupert Mayer                      | Floor, Flor, Flori, Florine Maturín Cäsar, Césaire Benigna Cyrena Robin, Rudbert |
| 2 november  | Marciaan Victorinus Pegasius Tobias Baya                                      | Marcien Vicky, Victor, Viktor Pelagia, Pelayo Tobia, Tobias, Tobie, Tobine, Tobit, Toby Beie |
| 3 november  | Hubertus Silvia Martinus Winefride                                            | Hoebeer, Hubb, Hubert, Hubertha, Hubertina, Hubertine, Hubrecht, Howard, Huib, Huibert, Huibrecht, Huub, Huybert, Tiek, Tina/e, Tineke, Tino, Tiny, Tinus, Ube Sylvianne, Sylvie Martijn, Martin, Martinus Ginevra, Jenifer, Jennifer, Vinnie, Vinny, Wieneke, Wienke, Wineke, Wink, Winnie, Winny |
| 4 november  | Carolus Borromeo Modesta Vital Birstan Emmerik                                | Carl, Carlin, Carlos, Carole, Carolo, Charlie, Siarl Modest Talis, Veitel, Vitalia, Vidal Bruis Aimeri, Emeric, Emery, Emry, Hemmerich |
| 5 november  | Odrada Zacharias Elisabeth Bertilda                                           | Audrada Zachary Arlette, Babet(h), Babette, Babita, Bea, Beau, Bel(la), Belia, Bep(pie/py), Betsie, Betsy, Bettina/e, Betty, Eli(anne), Elis, Elies, Elisa(h), Elisabeth, Elise, Elissa, Eliza(beth), Elize, Elja, Elke, Ella/e, Ellen, Elles, Ellie, Ellis, Elly, Els(a), Elsbeth, Else, Elsje, Elske, Elyse, Elze, Ielse, Ilaisa, Ilja, Ilse, Isa, Isabeau, Isabel(l), Isabella/e, Jaleesa, Lia, Li(anne), Lichelle, Lie(ke), Lies, Liesbeth, Liese, Lieselot, Lieske, Liet, Lika, Lilian, Liliane, Lili(anne), Lillian, Lilyas, Lisa/e, Lis(anne), Liselot(te), Liset(te), Lissy, Liyanca, Liza, Liz(anne), Lizette, Lizza, Lizzie, Lizzy, Ly(anne), Lyla, Lys, Lys(anne), Lysbeth, (Mary)ella Bertilde |
| 6 november  | Leonard Winok Margaretha van Lotharingen                                      | Laindert, Leen, Leendert, Lenaard, Lenaert, Lennard, Lennart, Lenny, Leo, Leon, Léon, Leonel, Leonard, Lindert, Lionel, Nard Winok Greet, Greite, Greta, Margaretha, Margit, Margriet, Marit |
| 7 november  | Willibrordus Ernest Carina Thessalonica Tetta Angilbertus                     | Brord, Wilbert, Willy Arnst, Erna, Ernesto, Erno, Ernst, Ernie, Nest, Nesten Caren, Carensa, Caressa, Carien, Carin, Carina/e, Karen, Kari, Karien, Karin, Karina, Kato, Kerensa, Tina Tessica Dide, Didi, Diede, Dieke, Dies, Dieta, Dieuwertje, Dieuwke, Djuna, Teska, Theda, Tica, Titia, Titske, Tiza, Tjarda, Tjitske Bert, Bertus, Engelberta, Engelbrecht, Engeltje |
| 8 november  | Severianus Carpoforus Victorinus Godfried Johannes Scotus                     | Severyn, Sören Karpoforus Victor, Viktor Frieda, Gevert, Godfried, Godo, Govaart, Govert Scott |
| 9 november  | Theodoor Ursin                                                                | Dick, Door, Dorus, Fedor, Fjodor, Ted, Teodor, Thedor, Thei(ke), Theo, Theodoor, Theodore, Theodorik, Theodorus, Thero, Vedran Ursijn, Ursio |
| 10 november | Leo de Grote Florentia Tryfoon Noë Nymfa van Nicea                            | Lee, Leo, Léon, Leonel, Léonce, Leontien, Lev, Lionel Fleur, Flore Tryphon Noa, Noah Nima, Tunde, Tünde |
| 11 november | Martinus van Tours Bartholomeüs van Rossano Bertwin Menas                     | Maarten, Mart, Marten, Martha, Marthe, Marthijn, Martien, Martijn, Martin, Martinianus, Martino, Martinus, Mattijn, Tijn, Tino, Tinus Bart, Bartel Berdinus, Berry, Bertinus, Bertuin, Bertwin, Bertwijn Menna, Menno |
| 12 november | Lieven Christiaan Renaat Aemilianus Ymar                                      | Leeuwe, Liebwin, Lieven, Livin, Wijnzen Cherstiena, Chris, Karst, Karsten, Kirsten Renate, Renée Ameli(u)s, Amile, Emiel, Emile, Émile, Emilianus, Émilion, Emilius, Emlyn, Mees, Melis, Melle/o, Milan, Milco, Milko, Milo Imar, Imara |
| 13 november | Didacus Stanislaus Kostka Kilaan Brixius Nicolaas I Homobonus                 | Diego Stan, Stanis, Stanislawa, Stas Kiel, Kilian, Kiliana Bryan, Bryana Klaas, Nicolaas Bono |
| 14 november | Alberik Sidonius Jocondus Klementien Siardus van Mariëngaarde                 | Alfrik, Aubrey, Briek Saëns, Sidonia, Sidonie Joconda Clémentin, Clementine Siardus, Sico, Sieger, Sieghard, Sietse, Sieuwert, Siewert, Sjaard, Sjoerd, Sytse, Zeger |
| 15 november | Albert de Grote Leopold Machutus                                              | Albert, Albertine, Bert, Bertha, Elbregt Leo, Leopold, Pol Maclou, Malo |
| 16 november | Margarita van Schotland Gertrudis de Grote                                    | Daisy, Gré, Greet, Greta, Gretel, Griet, Maddy, Magrita, Maisie, Margaretha, Meg, Ria Geertrui, Geertruida |
| 17 november | Elisabeth van Hongarije Hilda Viktoria Salomea Rochus Gonzalez                | Elisa, Elisabeth, Elise, Elke, Elza, Liesbet, Lisa Hedda, Hieke, Hielkje, Hilde, Hilke, Hille, Hiltje, Hylkje Victor, Viktor Salomée Rocco, Roch |
| 18 november | Odo van Cluny Filippina Duchesne                                              | Odon, Oddone, Otto, Udo Filippa, Filip, Fliep, Philippine, Phulpina, Pien, Pine, Pippa |
| 19 november | Mechtild van Hackeborn Patroclus van Colombier                                | Machteld; Machtelijn, Mathilde Parre, Pâtre, Patroclus |
| 20 november | Edmond van East Anglia Felix van Valois Oktaaf Bernward Maxentia van Beauvais | Edmé, Edmond, Edmund, Emon, Esmée, Neddy Fé, Felia, Felix, Lix Octaaf, Octavie Berward Masume, Maxence, Maxie, Maxime, Maxine |
| 21 november | Amalberga van Susteren Heliodoor Gelasius                                     | Alma Door, Dora Gelasio |
| 22 november | Cecilia van Rome Filemon Arthur Bell                                          | Cecile, Ceciline, Celia, Celie, Ciel, Cily, Ciss, Lia, Sheila Mon, Mong, Philemon Artair, Arthur, Artje, Arturio, Thure, Tuur |
| 23 november | Trudo Columbaan Miguel Pro Felicitas Clemens I Lukretia                       | Trudy Colombe Chiel, Giel, Michaël, Miche, Mike Félice, Felicia, Felicie, Felicien, Felicita, Féline, Phylicia Clement, Meins Lucrèce |
| 24 november | Albert van Leuven Flora Firmina Krysogoon Andreas Dung-Lac                    | Adelbert, Albart, Albert, Berrie, Elbregt, Ellyberthe Fleur, Flore Fermin, Firmin Krys André, Andrea, Andrei, Andreo, Andrew, Androesja |
| 25 november | Catharina van Alexandrië                                                      | Caren(sa), Caressa, Carien, Carin(a/e), Catalina, Cathelijne, Cathy, Catin, Cato, Catrien, Ienke, Ineke, Kaatje, Kaitlin, Karen, Kari, Karin(a), Karien, Katarina, Kate, Katelijn(e), Kateri(na), Kathalijne, Kathelijne, Kathleen, Kathy, Katin(k)a, Katja, Katrien, Katrijn, Katy(a), Kayleen, Kerensa, Kine(ke), Kitty, Line, Nienke, Nina/e, Ninthe, Niny, Niousha, Nynke, Rien, Rinus, Tina/e, Tineke, Tiny, To(ke), Toos |
| 26 november | Jan Berchmans Koenraad van Konstanz                                           | Johan Coen, Con, Conny, Conrad, Koen, Koendert, Koenraad, Koert, Kunard, Kuno, Kunrad, Kunz, Kurt |
| 27 november | Rishan                                                                        | Achaar, Achaire, Aicharius Giel, Virgil, Virgile Ode, Odette Servien, Severin, Severine, Severijn, Severina |
| 28 november | Jacobus de Marchia Catharina Labouré                                          | Jacob, Jackelien, Jakelijne, Jakob, Jenny Cathy, Kate, Katia, Tine |
| 29 november | Radboud Dionysius a Nativitate Frederik Saturnin                              | Rabbo, Redbad, Reddy, Reep Denise, Den(n)is, Dionne Drikus, Fred, Frederik, Free, Freek, Frits Sadwin, Sadwren |
| 30 november | Andreas Trojanus                                                              | Andi, Andor, Andras, Andrassy, André, Andrea, Andreas, Andrej, Andreo, Andres, Andrew, Andries, Andy, Antti, Dejan, Drees, Dries, Ries Troy |

januari · februari · maart · april · mei · juni · juli · augustus · september · oktober · november · december